# Tsvetotxni (Adiguèsia)
|  | Per a altres significats, vegeu «Tsvetotxni». |

Tsvetotxni - Цветочный (rus) és un poble (un possiólok) de la República d'Adiguèsia, a Rússia. Es troba a la vora esquerra del riu Bélaia, a 1,5 km al sud de Tulski i a 13 km al sud de Maikop, la capital de la república.
Pertany al municipi de Timiriàzeva.